# Allopsalliota geesterani
Allopsalliota geesterani är en svampart som först beskrevs av Bas & Heinem., och fick sitt nu gällande namn av Nauta & Bas 1999. Allopsalliota geesterani ingår i släktet Allopsalliota och familjen Agaricaceae.   Inga underarter finns listade i Catalogue of Life.